# Areia Branca (Dili)
Der Areia Branca (deutsch für Weißer Sand, ehemals indonesisch Pasir Putih) ist ein Strand am Ostende der Bucht von Dili. Nach ihm ist auch der gleichnamige Ortsteil der Landeshauptstadt Osttimors benannt, der sich dem Strand anschließt. Der Areia Branca liegt etwa drei Kilometer östlich des Stadtzentrums Dilis, im Suco Meti Aut (Verwaltungsamt Cristo Rei). Der weiß-gelbe Sandstrand ist ein beliebtes Ausflugsziel. Entlang der Küstenlinie gibt es einige Restaurants und Hotels. Am Ostende der Bucht befindet sich der Praia de Cristo Rei und das Kap Fatu Cama, mit der 27 m hohen Christusstatue von Dili. Der Strand ist Teil des Wildschutzgebiets Areia Branca.

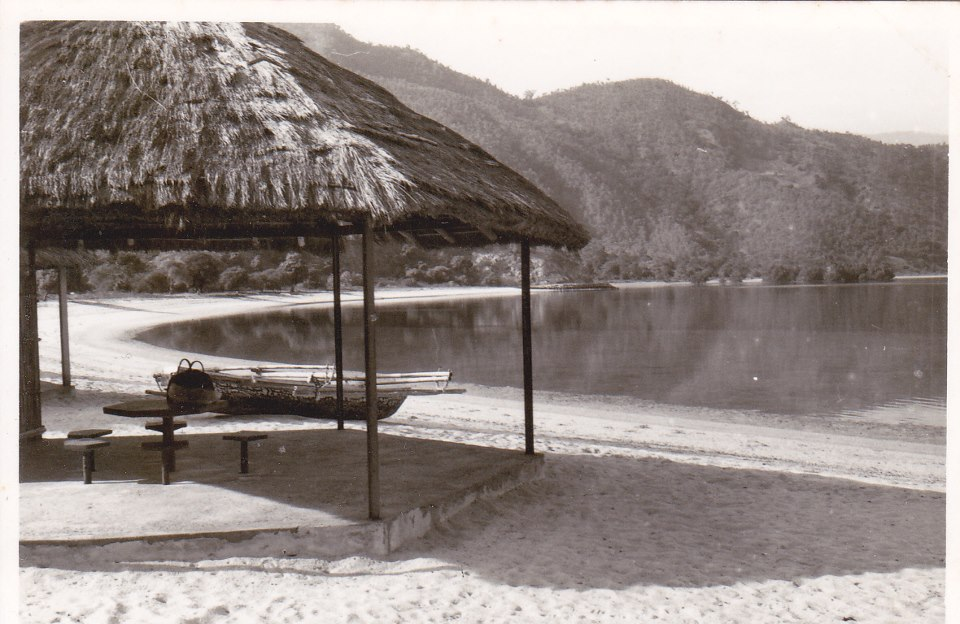
Areia Branca (1968/70)
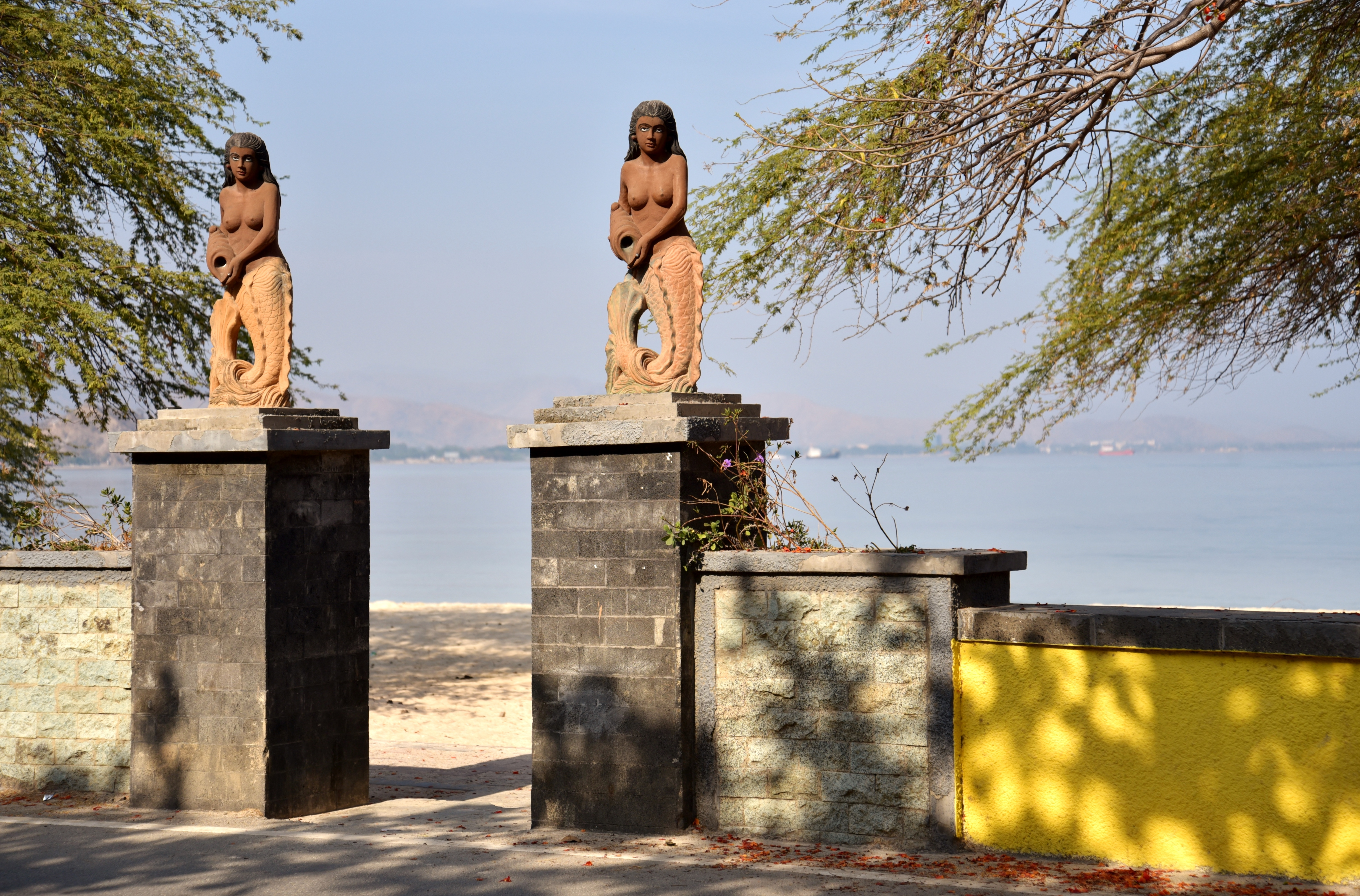
Der Eingang zum Strand (2018)
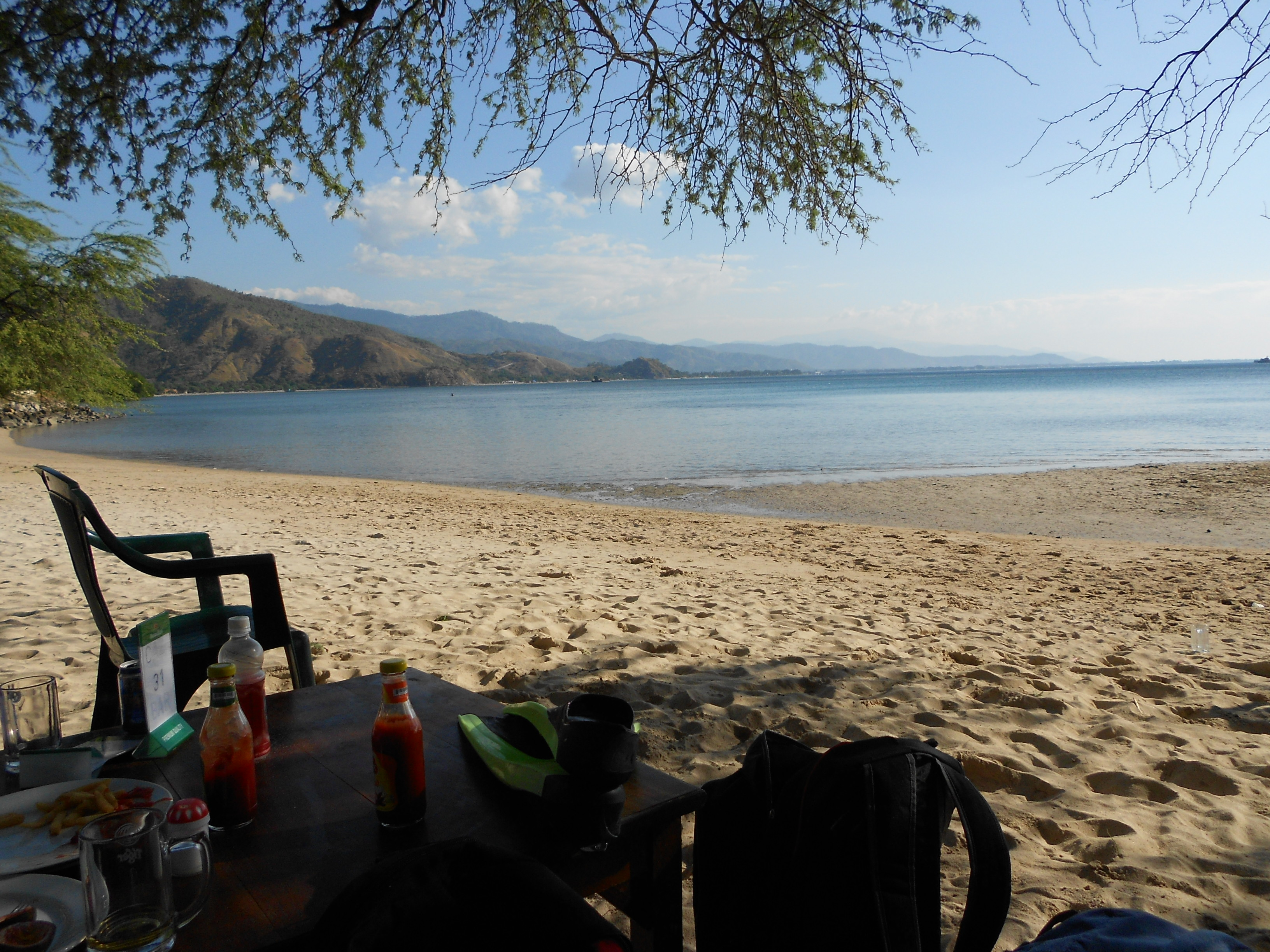
Am Strand (2011)